# Pkw-Maut in Deutschland
Die Pkw-Maut in Deutschland (amtlich Infrastrukturabgabe) war eine gesetzlich vorgesehene, aber nicht in Kraft getretene Maut auf allen deutschen Straßen. Als zentraler Teil des Vorhabens sollten mit den Einnahmen der Maut die Kfz-Steuern für Inländer gesenkt werden. Für im Ausland zugelassene Fahrzeuge sollte die Infrastrukturabgabe nur auf Bundesautobahnen zu zahlen sein (§ 1 InfrAG).
Wegen der Ungleichbehandlung von In- und Ausländern wurde die Pkw-Maut vom Europäischen Gerichtshof durch Urteil im Juni 2019 als diskriminierend eingestuft. Die geplante Einführung der Maut wurde daraufhin eingestellt; seither bestehen keine konkreten Pläne mehr für die Einführung einer Maut.

## Geschichte der Einführung

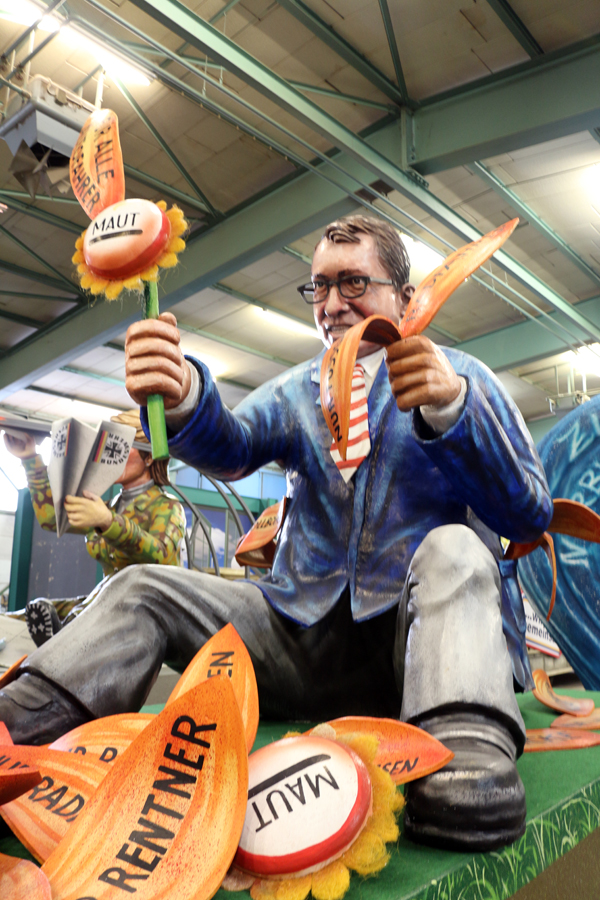
Verkehrsminister Alexander Dobrindt zerpflückt eine Maut-Blume. Blütenblätter sind diverse Bürgergruppen, für die eine Maut infrage kommt (Mainzer Rosenmontagszug 2015)

Seit 1990 wurde in gewisser Regelmäßigkeit die Diskussion über die Einführung einer Pkw-Maut in Deutschland geführt. Für die Überwindung der Finanzierungsengpässe der Straßenverkehrsinfrastruktur wurden sowohl von wissenschaftlicher als auch politischer Seite immer wieder die Vorzüge einer Pkw-Maut betont. Neben den Befürwortern gab es allerdings parallel immer wieder kritische Stimmen.
Ein Diskussionsschub ergab sich, als im Oktober 2005 über einen Verkauf des deutschen Autobahnnetzes an Privatunternehmen (z. B. Investmentbanken) diskutiert wurde. Der Wert des Autobahnnetzes betrug laut Schätzungen des Instituts Prognos rund 127 Mrd. Euro, laut Angaben des Deutschen Instituts für Wirtschaftsforschung mit den Bundesstraßen etwa 213 Mrd. Euro (in damaligen Preisen). Zentrales Element einer Privatisierung wäre dabei die Einführung einer Pkw-Maut. Seit diesem Zeitpunkt ist diese in mehr oder minder vertiefter politischer Diskussion.
Die schwarz-rote Bundesregierung von 2005 bis 2009 (Kabinett Merkel I und deren Verkehrsminister Wolfgang Tiefensee (SPD)) lehnten eine Pkw-Maut ab und wiesen auf die ohnehin hohen finanziellen Belastungen der Autofahrer hin. 2009 bis 2013 regierte das Kabinett Merkel II; Verkehrsminister Peter Ramsauer (CSU) erwog laut Passauer Neue Presse die Pkw-Maut für die Zukunft, relativierte aber kurz darauf wieder (von einer Pkw-Maut sei „im Koalitionsvertrag nirgends die Rede“). Einige CDU-Politiker äußerten bereits im Mai 2010 Sympathie für eine Pkw-Maut.
Im Wahlkampf zur Bundestagswahl 2013 warb die CSU mit der Einführung einer Ausländer-Maut bzw. Maut für Ausländer.
Mit der Ausländer-Maut sollten allein ausländische Autofahrer für die Nutzung der Autobahn zahlen. Auf einer Wahlkampfveranstaltung sagte Parteivorsitzender Horst Seehofer: „‚Die Deutschen zahlen in den meisten europäischen Ländern.‘ Daher sollten die Ausländer jetzt auch in Deutschland zahlen. ‚Aus Gerechtigkeitsgründen‘, schiebt der CSU-Chef nach.“ Bezogen auf die Konformität mit EU-Recht sagte Seehofer „‚Ja, geht das denn europarechtlich?‘, fragt er rhetorisch und schaut die Leute an. Aber wenn man sich immer in ‚juristischen Bedenken‘ ergehe, so Seehofer, ‚dann passiert nie was‘.“
Auf Drängen der CSU wurde die Pkw-Maut in den Koalitionsvertrag Deutschlands Zukunft gestalten aufgenommen. Ende 2013 gab sich der neue Verkehrsminister Alexander Dobrindt in einem Interview mit der Bild am Sonntag (BamS) einen Zeitrahmen bis Ende 2014 und die technische Umsetzung 2015 vor. Juristen des Bundesverkehrsministeriums warnten, dass das Gesetz vor dem EuGH nicht Bestand haben würde.

Karnevalswagen mit Andreas Scheuer bei der Mainzer Fastnacht 2020, Slogan „Aus die Maut“

Später, nach der Wahl, vermied die CSU den Begriff Ausländer-Maut und sprach stattdessen von der Infrastrukturabgabe bzw. Pkw-Maut.
Im Dezember 2018 teilte Bundesverkehrsminister Andreas Scheuer mit, dass der Auftrag zur Erhebung der Maut an die bis dahin v. a. als Konzertkartenverkäufer in Erscheinung getretene CTS Eventim und den österreichischen Mautbetreiber Kapsch TrafficCom vergeben worden sei. Der Vertrag habe ein Volumen von ca. 2 Mrd. Euro und eine Laufzeit von mindestens 12 Jahren. Der Start des Projekts solle spätestens 2020 erfolgen.
Vorher sollen die Betreiberfirmen Scheuer mindestens einmal vorgeschlagen haben, die Vertragsunterzeichnung auf einen Zeitpunkt nach dem erwarteten EuGH-Urteil zu verlegen. Scheuer soll dies unter Verweis auf den straffen Zeitplan abgelehnt haben.

### Rolle der Maut in Nachbarstaaten und Reaktionen
1996 führte Österreich die PKW-Vignette ein, die mit Entlastungen österreichischer Autofahrer verbunden waren. Pendler wurden per Pauschale mit bis zu 350 Euro pro Jahr entlastet. Zusätzlich erhielt jeder Arbeitnehmer den Verkehrsabsetzbetrag. Die Maßnahmen wurden als Kompensationen gerechtfertigt.
Laut Umfragen wurde die Pkw-Maut in Deutschland dann auch speziell von bayerischen Wählern gutgeheißen, die nahe der deutsch-österreichischen bzw. der deutsch-schweizerischen Grenze wohnen. Diese mussten seit Jahren in Österreich bzw. in der Schweiz jeweils eine Autobahnvignette kaufen; Österreicher und Schweizer dürfen dagegen kostenlos auf deutschen Autobahnen fahren. Des Weiteren nutzen Österreicher auch deutsche Autobahnen, wo es keine inländische Verbindung gibt, wie z. B. zwischen Salzburg und Kufstein.
Große Kritik gab es bei der geplanten Einführung der Maut in Deutschland dann auch insbesondere aus Österreich, obwohl bei der Einführung der Vignette ganz ähnlich vorgegangen wurde.
Nach der Ankündigung im Juli 2014, die generelle Maut bis 2016 umzusetzen, kündigten mehrere Nachbarstaaten Einsprüche an.
Die österreichische Verkehrsministerin Bures äußerte Juli 2014 die Absicht, wegen Diskriminierung auch bis vor das Höchstgericht gehen zu wollen.
Der deutsche Verkehrsminister Alexander Dobrindt äußerte im Dezember 2016, „wenig Verständnis für die österreichische Maut-Maulerei“ zu haben. Der Grüne Nationalrat Georg Willi (Österreich) reagierte per Offenem Brief tags darauf mit mehrfacher Kritik: „Für die Benützung des hochrangigen Autobahnnetzes etwas zu verlangen, sei richtig, es müsse aber fair und verursachergerecht sein (…). Durch Steuersenkungen für deutsche Autos würden großteils nur ausländische Fahrer zur Maut-Kassa gebeten, was die österreichische Kritik auslöse.“ Österreich erlöst 449 Mio. Euro aus der Vignette, Dobrindt erwarte mit viel Bürokratie nur 500 Mio. Euro für ein rund sechsfach größeres Autobahnnetz. Das österreichische Modell der Vignette würde in Deutschland 2,7 Mrd. Euro erlösen. „Österreich baut das Bahnnetz um Milliarden aus und kann nicht zusehen, wie bei den Zulaufstrecken etwa zum Brennerbasistunnel nichts weitergeht. (…) Österreich bemühe sich, die EU-Wegekostenrichtlinie umzusetzen. Mit Pkw- und Lkw-Maut würden rund 1,86 Mrd. Euro erlöst, die in das Autobahnen- und Schnellstraßennetz fließen. Dieses sei, anders als in Teilen Deutschlands, in gutem Zustand.“
Kurz vor der Nationalratswahl in Österreich 2017 kündigte der österreichische Verkehrsminister an, Deutschland zu verklagen. Im Dezember 2017 kündigte die Regierung der Niederlande an, sich der Klage anzuschließen.

## Beabsichtigte Ausgestaltung der Pkw-Maut 2014
Am 7. Juli 2014 stellte Bundesverkehrsminister Alexander Dobrindt sein Konzept für eine Pkw-Maut vor. Es beinhaltet folgende Punkte:
1. In Deutschland werde ab 2016 eine Infrastrukturabgabe erhoben. Halter, deren Kraftfahrzeug in Deutschland zugelassen ist, entrichten die Infrastrukturabgabe für ein ganzes Jahr.
2. Diese gelte für alle Kraftfahrzeuge der Klasse M und M1G (Pkw und Geländewagen) bis 3,5 Tonnen Gesamtgewicht, die das öffentliche Straßennetz in Deutschland nutzen. Die Maut gilt also nicht für andere Fahrzeugklassen, soweit sie nicht durch andere Gesetze Abgaben leisten müssen (Lkw müssen natürlich je km eine Abgabe zahlen). Die Infrastrukturabgabe gelte für Bundes-, Landes- und Kommunalstraßen.
3. Halter von in Deutschland Kfz-steuerpflichtigen Kraftfahrzeugen würden über einen Freibetrag in der Kfz-Steuer entlastet, der die Ausgaben für die Infrastrukturabgabe vollständig und unbürokratisch kompensiert.
4. Kraftfahrzeuge, die ganz oder teilweise von der Kfz-Steuer befreit sind (z. B. Elektrofahrzeuge oder Kraftfahrzeuge behinderter Personen), werden wirkungsgleich von der Infrastrukturabgabe befreit.
5. Der Preis der Jahresvignette richtet sich nach der Umweltfreundlichkeit, dem Hubraum und dem Zulassungsjahr der Kraftfahrzeuge – entsprechend der Systematik im Kraftfahrzeugsteuergesetz.
6. Halter von nicht in Deutschland Kfz-steuerpflichtigen Kraftfahrzeugen können zwischen einer Vignette für zehn Tage (10 Euro), zwei Monate (20 Euro) oder ein Jahr (Höhe abhängig von den Eigenschaften des Fahrzeugs) wählen und sie über das Internet erwerben. Zusätzlich sei der Erwerb an Tankstellen möglich.[23]

Das Konzept war somit ähnlich zu dem der Lkw-Maut von 1990, bei dem inländische Lkw-Unternehmen durch eine Senkung der Kraftfahrzeugsteuer entlastet werden sollten; es wurde 1992 vom EuGH als Verstoß gegen Art. 76 EWGV gewertet.
Am 6. September 2014 prognostizierte Bundesminister der Finanzen Wolfgang Schäuble, dass dieses Konzept nicht die erwarteten Mehreinnahmen erzielen werde. Laut einer Bewertung des Mautkonzepts aus dem Bundesministerium der Finanzen (BMF) könnten im Ergebnis erheblich weniger als 600 Millionen Euro pro Jahr für die Straßeninfrastrukturfinanzierung übrig bleiben. Laut Spiegel-Informationen plane Schäuble ein Konzept, mit dem er alle Nutzer deutscher Autobahnen belasten wolle.
Im Ergebnis hatte sich das Bundesministerium der Finanzen durchgesetzt: Im abschließenden Entwurf der Bundesregierung wird die Pkw-Maut ausschließlich für Bundesfernstraßen nach Bundesfernstraßengesetz erhoben; Einnahmen stehen damit ausschließlich dem Bund als Straßenbaulastträger zu.

### Infrastrukturabgabengesetz 2015
Auf dieser Grundlage beschloss am 27. März 2015 der Bundestag das Infrastrukturabgabengesetz (InfrAG).
§ 1 Abs. 1 InfrAG sieht eine generelle Abgabenpflicht für Pkw in Deutschland vor; seinem Wortlaut nach zwar nur für Benutzung von Bundesfernstraßen nach § 1 des Bundesfernstraßengesetzes (FStrG), jedoch ist eine Zulassung ohne Nachweis der Entrichtung der Abgabe und Ausgleich eventueller Rückstände nicht möglich (§ 9 Abs. 3 und 5 InfrAG). Bereits zugelassene Pkw werden nach Beginn der Erhebung nach § 9 Abs. 6 InfrAG von Amts wegen außer Betrieb gesetzt. Die Höhe der Abgabe richtet sich nach der Anlage zum InfrAG.
In Abänderung des Gesetzentwurfs, der von der Bundesregierung eingebracht wurde, sollte die Vignette für ausländische Kraftfahrzeuge mit 10 Tagen Gültigkeit je nach Umweltverträglichkeit und Hubraum 5, 10 oder 15 Euro, die Vignette für 2 Monate 16, 22 oder 30 Euro kosten. Die Jahresvignette sollte maximal 130 Euro kosten. Gleichzeitig mit Beginn der Erhebung der Infrastrukturabgabe sollte eine Kfz-Steuer-Ermäßigung für inländische Halter in gleicher Höhe in Kraft treten (Art. 1 Nr. 7 in Verbindung mit Art. 3 Abs. 2 des Zweiten Verkehrsteueränderungsgesetzes).
Am 8. Juni 2015 fertigte der Bundespräsident das Gesetz aus; es wurden am 11. Juni 2015 im Bundesgesetzblatt veröffentlicht und trat am Folgetag in Kraft.

#### Vertragsverletzungsverfahren
Am 18. Juni 2015 leitete die EU-Kommission ein Vertragsverletzungsverfahren gegen Deutschland ein, da man der Auffassung sei, dass das Infrastrukturabgabengesetz europarechtswidrig sei. Auf die Stellungnahme der EU-Kommission antwortete die Bundesregierung Ende Juni 2016, dass die Brüsseler Bedenken unberechtigt seien. Verkehrsminister Dobrindt kündigte an, mit dem Start der Maut warten zu wollen, bis das Verfahren abgeschlossen ist.
Allerdings hatte die Kommission nach Gesprächen mit der Bundesregierung zu erkennen gegeben, dass nach gewissen Änderungen die Klage zurückgezogen werden könne. Nach Vorlage der überarbeiteten Entwürfe hat die EU-Kommission angekündigt das Vertragsverletzungsverfahren nicht weiter zu verfolgen.

### Kompromiss von Ende 2016
Nach Verhandlungen mit der EU-Kommission wurde ein neuer Entwurf für die Pkw-Maut vorgestellt.
| Emissionsklasse | Benzinmotor                                         | Dieselmotor                                         |
| --------------- | --------------------------------------------------- | --------------------------------------------------- |
| Euro 0, 1, 2, 3 | 6,50 €                                              | 9,50 €                                              |
| Euro 4, 5       | 2 €                                                 | 5 €                                                 |
| Euro 6          | 1,80 €                                              | 4,80 €                                              |
| Wohnmobile      | 16 € je angefangene 200 kg zulässiges Gesamtgewicht | 16 € je angefangene 200 kg zulässiges Gesamtgewicht |
| Oldtimer        | 130 € pauschal                                      | 130 € pauschal                                      |

Die Kosten sind auf maximal 130 € beschränkt.
Für im Ausland zugelassene Personenkraftwagen gibt es gemäß § 7 (2) des Gesetzes eine Staffelung, da hier normalerweise nicht der Wunsch bestehen sollte eine Jahres-Vignette zu erwerben. Es sind deshalb 10-Tages-, 2-Monats-Vignetten und Jahres-Vignetten vorgesehen, deren Preis gestaffelt ist nach den Kosten einer Jahres-Vignette für den ausländischen Pkw. Für diese Kurzzeitvignetten gibt es fünf sogenannte Vignettenstufen.
| Jahres-Vignette   | 10-Tages-Vignette | 2-Monats-Vignette |
| ----------------- | ----------------- | ----------------- |
| weniger als 20 €  | 2,50 €            | 7 €               |
| weniger als 40 €  | 4 €               | 11 €              |
| weniger als 70 €  | 8 €               | 18 €              |
| weniger als 100 € | 14 €              | 30 €              |
| weniger als 130 € | 20 €              | 40 €              |
| ab 130 €          | 25 €              | 50 €              |

Im Verkehrsausschuss des Bundesrates empfahl zum Erstes Gesetz zur Änderung des Infrastrukturabgabengesetzes den Vermittlungsausschuss mit dem Ziel der Aufhebung des Gesetzes anzurufen. Die Empfehlung fand im Plenum des Bundesrates im März 2017 keine Mehrheit und das passierte unverändert den Bundesrat.
Der Zustimmung war am Vorabend eine intensive Diskussion der Ministerpräsidenten der Union vorausgegangen, in deren Rahmen Horst Seehofer mit einer Ablehnung des Kompromisses zu den Bund-Länder-Finanzbeziehungen drohte und damit die Große Koalition als Ganzes als gefährdet galt. Letztlich wurde die Zustimmung gesichert, indem Thüringens Ministerpräsident Bodo Ramelow am Morgen vor der Abstimmung Bundesverkehrsminister Alexander Dobrindt eine Zustimmung unter der Bedingung zusagte, dass dafür die Mitte-Deutschland-Verbindung (Bahnstrecke zwischen Weimar und Gößnitz) schneller ausgebaut werden würde. Brandenburg, Berlin, das Saarland, Schleswig-Holstein, Rheinland-Pfalz, NRW und Niedersachsen stimmten für die Einberufung des Vermittlungsausschusses; Thüringen enthielt sich bei der Abstimmung.

## Geplante laufende Einnahmen und Kosten
Der Bundesverkehrsminister ging von jährlichen Einnahmen in Höhe von 3,7 Milliarden Euro aus, davon 3 Mrd. von inländischen Autofahrern. Gleichzeitig würde es aber zu Mindereinnahmen bei der Kfz-Steuer kommen, was verrechnet werden müsse.
An „Ausgaben im Zusammenhang mit der Vorbereitung der Erhebung der Infrastrukturabgabe“ standen 8 Mio. Euro für 2015 und 11,2 Mio. Euro für 2016 im Raum.
Die Kosten der gescheiterten Pkw-Maut beliefen sich 2019 bereits auf 53,6 Millionen Euro – von 2014 bis zum Tag des Maut-Stopps. Das geht aus einem Bericht des Bundesverkehrsministeriums an den Bundestag hervor. Wie der Ausfall erwarteter Mauteinnahmen sich genau auf den Bundeshaushalt auswirke, werde noch geprüft.
Im Bundesverkehrsministerium fielen seit 2013 mehrere hunderttausend Arbeitsstunden für das Vorhaben an. Das Vorhaben gelte damit als „eine der größten Ressourcenverschwendungen der deutschen Politik.“
Die Welt berichtete im Juni 2015, dass die Implementierung der Pkw-Maut knapp 450 Mio. Euro kosten könnte. Die gleichzeitigen Entlastungen bei der Kfz-Steuer sollten laut Bundesverkehrsminister rund 3 Mrd. Euro betragen. Der Verkehrswissenschaftler Alexander Eisenkopf ging davon aus, dass der Kompromiss von Ende November 2016 die Einnahmen aus der Kfz-Steuer um weitere 100 Mio. Euro senken würde. Für Einrichtung und Betrieb des Mautsystems rechnete der Minister mit Kosten in Höhe von 300 Mio. Euro. Im Gesetzentwurf wurden die laufenden Kosten mit 195 Mio. Euro veranschlagt.
Der Bundesverkehrsminister ging schließlich von jährlichen Mehreinnahmen in Höhe von 500 Mio. Euro aus.
Eisenkopf ging von 350 Mio. Euro aus und Ralf Ratzenberger (für den ADAC) von 260 (oder 262) Mio. Euro. Ein möglicher privater Betreiber ging von 900 Mio. Euro aus.

## Bewertungen

### Befürworter und ihre Argumente
Im Wahlkampf zur Bundestagswahl 2013 forderte Horst Seehofer (CSU) eine Mautpflicht für ausländische Autobahnbenutzer; diese gilt aber wegen der dadurch implizierten Diskriminierung von EU-Bürgern gemäß Art. 18 des AEU-Vertrages als unvereinbar mit EU-Recht. Als Modell kursierte daher sehr bald auch die Idee einer Vignette, deren Kosten für Pkw-Besitzer, deren Autos in Deutschland zugelassen sind, im Gegenzug über eine niedrigere Kfz-Steuer kompensiert werde, so dass nur ausländische Autofahrer einen zusätzlichen Beitrag zahlen müssten.
Im Mai 2013 unterstützte der Hauptverband der Deutschen Bauindustrie die Idee einer Maut und äußerte dazu: „Wenn wir ein leistungsfähiges Verkehrsnetz in Deutschland erhalten wollen, kommen wir mittelfristig an einer Pkw-Maut nicht vorbei. Für eine Vignetten-Lösung spricht, dass sie schnell und ohne hohe Kosten eingeführt werden könnte, ohne dass Ausweichverkehre oder eine übermäßige Belastung der Berufspendler befürchtet werden müsste. Dem Bürger wäre eine solche Maut aber nur dann vermittelbar, wenn er sich auf die Zweckbindung der Mauteinnahmen für den Bundesfernstraßenbau verlassen könnte.“ Kurz vor der Bundestagswahl 2013 kam es zu einem öffentlichen Dissens zwischen Merkel und Seehofer zur Frage „Pkw-Maut“. Merkel bekräftigte im Kanzlerduell ihr „Nein“ zu einer Pkw-Maut mit den Worten: „Mit mir wird es keine Pkw-Maut geben“, allerdings setzte sich die CSU im Koalitionsvertrag durch.

### Gegner und ihre Argumente
Der Automobilclub ADAC plädierte seit vielen Jahren gegen eine Pkw-Maut auf deutschen Autobahnen; dazu nannte er u. a. folgende Argumente:
- Der ausländische Pkw-Verkehr (bzw. der, der in Deutschland tankt) zahle durch die Mineralölsteuer bereits 195 % der auf ihn anfallenden Infrastrukturkosten.
- Ausländische Fahrzeuge machten nur 5,2 % des Pkw-Verkehrs auf deutschen Autobahnen aus.
- Seit Jahren gebe der Staat nur etwa 30 bis 35 % der Einnahmen aus Kfz-Steuer, Mineralölsteuer und Lkw-Maut für Infrastruktur (z. B. für Straßenreparatur oder den Bau neuer Straßen) aus.
- Das Vignette-Modell gebe keinen Anreiz zum Weniger-Fahren und keinen Anreiz zu energiesparender Fahrweise. Ein Kleinwagen mit geringer Kilometerleistung zahle für die Vignette das Gleiche wie ein viel fahrender Oberklassewagen. Dies sei ungerecht und unsozial.

Überdies, so der ADAC, sei bei einer Verlagerung von nur 20 % des Pkw-Verkehrs von den Autobahnen auf die nachgeordneten Straßen (Maut-Ausweichverkehr) pro Jahr mit rund 250 zusätzlichen Verkehrstoten und über 10.000 zusätzlichen Verletzten zu rechnen. Der ADAC argumentierte weiter, dass eine streckenbezogene Maut einen zu hohen technischen Aufwand hinsichtlich der Erhebungs- und Verwaltungskosten erfordere.
Bezüglich des Aufwands wurde auch angemerkt, dass die zu erwartenden etwa 600 Millionen Euro nur 1 % der Gesamtkosten für den notwendigen Straßenerhalt (etwa 60 Milliarden Euro) ausmachen würden, also keinerlei spürbare Verbesserung brächten. Es wurde auch die These geäußert, dass die Maßnahme für die Straßensanierung überhaupt nichts brächte, weil dem Verkehrsministerium die Zuteilungen aus dem Gesamt-Bundesbudget um das Ausmaß der zu erwartenden Direkteinnahmen gekürzt werden könnten: Die LKW-Maut habe zum selben Effekt geführt.
Weitere Kontra-Argumente betrafen die bis zur Einbringung des Gesetzes in den Deutschen Bundestag (2015) bestehenden Überlegungen, die Maut als allgemeine Straßenbenutzungsgebühr zu erheben oder technische Überwachungssysteme einzusetzen, die sowohl nach den Überlegungen von Dobrindt 2013 oder nach dessen erster gesamten Vorstellung des Konzeptes im Juli 2014 bestanden.

### Europäische Positionen
Siim Kallas als zuständiger EU-Kommissar (2010–2014) merkte bereits am 28. Oktober 2013 in der Beantwortung einer Anfrage aus dem Europäischen Parlament an, dass Mautsysteme generell mit der Richtlinie 1999/62/EG(1) („Eurovignetten-Richtlinie“) für schwere Lastkraftwagen und – sofern sie für Personenkraftwagen gelten – mit den allgemeinen Grundsätzen des EU-Vertrags im Einklang stehen müssen. Nach beiden Rechtsakten ist eine Diskriminierung aus Gründen der Staatsangehörigkeit verboten. Die Erhebung von Abgaben fällt in die Zuständigkeit der Mitgliedstaaten. Gemäß Artikel 5 der Richtlinie 1999/62/EG werden Kraftfahrzeugsteuern nur von dem Mitgliedstaat erhoben, in dem das Fahrzeug zugelassen ist. Die Höhe der Steuern für Personenkraftwagen gebietsansässiger Fahrer können die Mitgliedstaaten daher nach eigenem Ermessen festlegen. Aus diesem Grund sollten Straßenmautsysteme, die sowohl für gebietsansässige als auch für gebietsfremde Fahrer gelten, eher in Form von Nutzungsgebühren als von Abgaben umgesetzt werden, so dass die erhobenen Gebühren in einem angemessenen Verhältnis zur Nutzung der Infrastruktur stehen.
Je stärker auf die Verhältnismäßigkeit der Mautsysteme geachtet werde, so Kallas, desto eher entsprächen sie dem Nutzerprinzip („Nutzer zahlt“) und desto weniger diskriminierend seien sie. Grundsätzlich stellt eine Senkung der Kraftfahrzeugsteuern für gebietsansässige Nutzer, unter Beachtung der in der Richtlinie 1999/62/EG festgelegten Mindestsätze für Lastkraftwagen, bei gleichzeitiger Erhebung angemessener Nutzungsgebühren für alle Nutzer also keine Diskriminierung aus Gründen der Staatsangehörigkeit dar.
Eine Kommissionssprecherin teilte ergänzend mit, dass ein „Mautsystem, bei dem Einheimische kostenlos eine Vignette erhielten“ nicht möglich sei, die Kommission ziehe entfernungsabhängige Gebührensysteme wie in Frankreich oder Italien vor, bei denen In- und Ausländer gleichermaßen unter Berücksichtigung der tatsächlich zurückgelegten Strecke bezahlen müssen. Demnach sei das ursprüngliche CSU-Konzept, die Vignette kostenlos an deutsche Pkw-Halter zu vergeben, rechtlich unmöglich. Inwieweit eine Maut für Ausländer den jährlichen Mehrbedarf für infrastrukturelle Maßnahmen, der nach verschiedentlichen Schätzungen bei bis zu mehr als sieben Milliarden Euro liegt, decken könne, ist fraglich. Bei jährlich 100 Euro Maut und 3 Millionen an Ausländer verkauften Vignetten pro Jahr würden nur 300 Millionen Euro an Mehreinnahmen generiert.

### Rechtliche Bewertungen
Bundestagsjuristen sowie Teile der Literatur hielten die Ausländer-Maut nach dem Konzept von 2014 für europarechtswidrig. Auch den Kompromiss von Ende 2016 hielten sie mit EU-Recht unvereinbar. In einem Gutachten hieß es dazu, „dass die Wirkung des Steuerentlastungsbetrags zugunsten von im Inland Kfz-Steuerpflichtigen eine mittelbare Diskriminierung aus Gründen der Staatsangehörigkeit zulasten der nicht in Deutschland Kfz-steuerpflichtigen Fahrzeughalter und Nutzer der deutschen Bundesfernstraßen aus anderen Mitgliedstaaten bewirkt, die sich nicht auf unionsrechtlich anerkannte Rechtfertigungsgründe stützen lässt.“ Darüber hinaus werde ausländischen Verkehrsunternehmen „eine neue Belastung auferlegt, die in erheblichem Umfang durch eine nur den inländischen Verkehrsunternehmen zugute kommende Senkung der Kraftfahrzeugsteuer kompensiert wird.“ Das europäische Recht untersage „jede Verschlechterung im Verhältnis zwischen inländischen und ausländischen Verkehrsunternehmen.“
Die Europäische Kommission kam zu der Auffassung, die vereinbarte Lösung wahre das Recht der EU-Bürger auf Gleichbehandlung ungeachtet ihrer Staatsbürgerschaft, sorge für eine gerechte Infrastrukturfinanzierung und erleichtere den Übergang zu einer emissionsarmen Mobilität.
Am 6. Februar 2019 empfahl der schwedische Generalanwalt am EuGH Nils Wahl, die Klage Österreichs sei abzulehnen. Er verwarf dabei sowohl Österreichs Argument der Diskriminierung ausländischer Straßennutzer in Deutschland wie auch die angebliche Verzerrung des Binnenmarktes durch die Maut. Enttäuscht auf diese Empfehlung reagierten insbesondere Politiker der SPD und Bündnis 90/Die Grünen. In diesem Zusammenhang wurde auch berichtet, einer Empfehlung des Generalanwalts würden die Richter zwar oft, aber nicht immer folgen.

## Urteil des EuGH von Juni 2019 und seine Folgen
Der Europäische Gerichtshof (EuGH) entschied in seinem Urteil vom 18. Juni 2019 in der Rechtssache C-591/17, dass die Einführung einer Infrastrukturabgabe für die Benutzung von Bundesfernstraßen durch Personenkraftwagen (sog. Pkw-Maut) gegen EU-Recht verstößt. Soweit eine Steuerentlastung bei der Kraftfahrzeugsteuer zugunsten der Halter von in Deutschland zugelassenen Fahrzeugen mit einem Gesamtgewicht von bis zu 3,5 t in einer Höhe, die mindestens dem Betrag der Infrastrukturabgabe entspricht, stattfinden sollte, würden ausländische Fahrzeughalter diskriminiert.
Der EuGH führte hierzu weiter aus, „dass die strittigen nationalen Maßnahmen, indem sie die neue Belastung, die in der von allen Verkehrsunternehmen zu zahlenden Infrastrukturabgabe liegt, durch eine Steuerentlastung bei der Kraftfahrzeugsteuer in Höhe eines Betrags, der mindestens dem der entrichteten Abgabe entspricht, vollständig ausgleichen, die inländischen Verkehrsunternehmen zugutekommt und von der ausländische Verkehrsunternehmen ausgeschlossen sind, bewirken, dass die Lage der ausländischen Verkehrsunternehmen im Vergleich zu der der deutschen Verkehrsunternehmen in einem für Erstere ungünstigen Sinne verändert wird.“
Bundeskanzlerin Angela Merkel habe nach dem Urteil des EuGH ihr Bedauern über fehlende Mehreinnahmen im Bund in Höhe von bis zu 500 Mio. Euro geäußert.

### Kündigung der Mautverträge mit Autoticket
Bundesverkehrsminister Andreas Scheuer veranlasste bereits am Abend des 18. Juni 2019 die Kündigung von Verträgen über die automatische Kontrolle und Erhebung der Maut. Von den Vertragskündigungen betroffen sind der österreichische Mautbetreiber Kapsch TrafficCom und der Ticketspezialist CTS Eventim, bzw. den gemeinschaftlich gehaltenen Betreiber Autoticket.
Zur Frage, welcher Schaden verursacht wurde, habe das Bundesverkehrsministerium zwar einen umfangreichen Fragenkatalog beantwortet, jedoch zur Höhe der Kosten und möglichen Schadenersatzforderungen der gekündigten Mautbetreiber Kapsch und Eventim keine Angaben gemacht. Beim Abschluss der Verträge habe sich Verkehrsminister Scheuer auf ein von ihm selbst in Auftrag gegebenes Rechtsgutachten verlassen. Die Vielzahl der widersprüchlichen Gutachten zur Frage der Europarechtskonformität hätten dagegen keine Verträge mit hohen Entschädigungszahlungen gerechtfertigt.
Im Juli 2019 teilte der Leiter von CTS Eventim mit, dass die Unternehmen CTS Eventim und Kapsch eine vollständige Offenlegung der Verträge befürworten. Bisher lehnten sie dies unter dem Verweis auf Betriebs- und Geschäftsgeheimnisse ab. In der darauf folgenden Woche sollte sich der Verkehrsausschuss des Bundestages in einer Sondersitzung mit der PKW-Maut und den Folgen für die Steuerzahler beschäftigen.
Das Bundesverkehrsministerium hat die beiden Mautverträge, den Vertrag über die Entwicklung, den Aufbau und den Betrieb eines Systems für die Erhebung der Infrastrukturabgabe vom 30. Dezember 2018 und in einem zweiten Schritt den Vertrag über die Planung, Entwicklung, Errichtung, den Betrieb und die Unterhaltung des automatischen ISA-Kontrolleinrichtungssystems vom 22. Oktober 2018 online gestellt.
Auch die Vereinbarung über die Zustimmung des Auftraggebers zum Abschluss des Unterauftragnehmervertrages zwischen dem Betreiber und der Toll Collect GmbH („Zustimmungsvereinbarung“) und die Innenvereinbarung im Zusammenhang mit Unterauftragnehmerleistungen der Toll Collect GmbH zur Erhebung der Infrastrukturabgabe wurden veröffentlicht.

#### Schadensersatz für den Betreiber
Im Betreibervertrag war festgesetzt, dass im Kündigungsfall vom Auftraggeber der Bruttounternehmenswert zu zahlen sei.
Nach Oliver Luksic, verkehrspolitischer Sprecher FDP-Bundestagsfraktion, betrage dieser schätzungsweise 380–480 Mio. Euro; nach anderen ursprünglich aufgestellten Schätzungen wurden die auf den Bund zukommenden Schadenersatzforderungen mit 500 Mio. Euro beziffert.
Im Juli 2023 wurde publik, dass die gescheiterte Pkw-Maut den Steuerzahler letztlich 243 Millionen Euro kosten werde; das Bundesverkehrsministerium und der Haushaltsausschuss des Bundestags hatten diesbezüglich einem Vergleich mit dem beauftragten Pkw-Maut-Betreiber Autoticket zugestimmt.
Das Bundesverkehrsministerium gab zu möglichen Regressforderungen gegen den früheren Bundesverkehrsminister Andreas Scheuer im Juli 2023 ein Rechtsgutachten in Auftrag. Dieses Gutachten kam im Dezember 2023 zu dem Schluss, dass „eine Klage gegen Bundesminister a. D. Scheuer nur geringe Aussichten auf Erfolg [habe]. Dies betrifft vor allem die Frage der Rechtsgrundlage für einen Haftungsanspruch sowie das Durchdringen des Vorwurfs einer grob fahrlässigen Pflichtverletzung“. Im Ergebnis rieten die Gutachter von einer Klage ab. Das Ministerium folgte zwar der Empfehlung der Gutachter, auch um weiteren Schaden für den Steuerzahler abzuwenden; es betonte aber zugleich, dass es unabhängig davon bei der unbestrittenen politischen Verantwortlichkeit von Bundesminister a. D. Scheuer bleibe.

### Gutachten der Oppositionsparteien
Nach einem Medienbericht vom 25. August 2019 habe Bundesverkehrsminister Andreas Scheuer nach Ansicht der Grünen gegen das Grundgesetz verstoßen. Zu diesem Schluss komme ein Gutachten, das Ulrich Hufeld und Florian Wagner-von Papp, zwei Professoren der Helmut-Schmidt-Universität/Universität der Bundeswehr Hamburg, im Auftrag der Bundestagsfraktion Bündnis 90/Die Grünen erstellten. Danach wäre Scheuer auf den Deutschen Bundestag angewiesen gewesen, um den Vertrag zur Erhebung der Pkw-Maut abzuschließen. In dem Gutachten heiße es, das Bundesverkehrsministerium sei mit dem Vertrag ein Risiko ohne haushaltsrechtliche Deckung eingegangen. Garantieversprechen des Bundes bedürften jedoch einer gesetzlichen Ermächtigung (vgl. Ermächtigung, Rechtsgrundlage und Eingriffsermächtigung). Nachdem das Gutachten analysiert wurde, wollen die Grünen prüfen, ob der Fall vor das Bundesverfassungsgericht zu bringen ist und weiter daran arbeiten, dass ein Untersuchungsausschuss eingerichtet wird. Auch FDP und Linke fordern dies.
Die Grünen werfen Scheuer nach Meldungen vom 26. und 27. August 2019 auch unrichtige Angaben vor. Scheuer habe in der Sondersitzung des Verkehrsausschusses am 24. Juli 2019 erklärt, dass das Risiko eines negativen Urteils innerhalb des Bundesverkehrsministeriums „mit einer Wahrscheinlichkeit von bis zu 15 Prozent“ bewertet worden sei. Der Grünen-Haushaltspolitiker Sven-Christian Kindler habe nach Durchsicht aller Unterlagen zum Risikomanagement kritisiert, dass nicht ersichtlich sei, wo die Eintrittswahrscheinlichkeit eines negativen EuGH-Urteils von bis zu 15 Prozentpunkten hergeleitet wurde und wo diese genau abgebildet ist.
Über ein – von der FDP in Auftrag gegebenes – weiteres Gutachten wurde am 30. August 2019 berichtet. Das von der Anwaltskanzlei Chatham Partners erstellte Gutachten komme zu dem Ergebnis, dass die im Vertrag über die Maut-Erhebung vereinbarten Kündigungsfolgen für den Auftraggeber Deutschland als unüblich nachteilig anzusehen seien. Wegen zahlreicher warnender Stimmen und des ungewissen Verfahrensausgangs habe ein besonderes Bedürfnis an einer den Auftraggeber und damit die Steuerzahler schützenden Regelung bestanden. Auf den Bund könnten nun erhebliche Forderungen zukommen. Das Verkehrsministerium habe die Darstellung zurückgewiesen. Die Verträge hätten in dieser Form nie unterzeichnet werden dürfen, sagte der FDP-Verkehrsexperte Oliver Luksic in Bezug auf das Gutachten. Aufgrund der fehlenden Aufklärungsbereitschaft seitens Verkehrsminister Andreas Scheuer, sei die Einberufung eines Untersuchungsausschusses die einzig logische Konsequenz.

### Kritik des Bundesrechnungshofs und Untersuchungsausschuss
Im Oktober 2019 rügte der Bundesrechnungshof das Vorgehen des Bundesverkehrsministers Andreas Scheuer. Es sei „Vergaberecht verletzt“ und „gegen Haushaltsrecht verstoßen“ worden.
Das Bundesverkehrsministerium wies sämtliche Vorwürfe zurück, während sowohl Oliver Luksic (FDP) als auch Sven-Christian Kindler (Grüne) von gezieltem Rechtsbruch sprachen.
Im November 2019 wurde mit den Stimmen der Fraktionen von FDP, Grüne, Linke und AfD bei Enthaltung der CDU/CSU und SPD der 2. Untersuchungsausschuss der 19. Wahlperiode des Deutschen Bundestages einberufen.

## Pläne für eine allgemeine „Straßennutzungsgebühr“
Im August 2019 wurde über einen neuen Ansatz nach der gescheiterten Pkw-Maut berichtet. Die Idee gehe in Richtung einer „Straßennutzungsgebühr“, die alle zahlen sollen und komme aus Bayern und Baden-Württemberg, Bundesländern in Süddeutschland, die als „Autoländer“ gelten. Die Gemeindetage von Bayern und Baden-Württemberg fordern, dass die Gebühr (doch noch) eingeführt wird. Uwe Brandl (CSU), Präsident des Bayerischen Gemeindetages: „Ich halte eine Maut für absolut sinnvoll“. Für die Maut (oder vielmehr Straßennutzungsgebühr) wolle Brandl auch deutsche Autofahrer in Anspruch nehmen: „Ich finde es nur gerecht, dass jemand, der eine öffentliche Leistung nutzt, dafür auch bezahlt.“
Roger Kehle, Präsident des Gemeindetages Baden-Württemberg und Vizepräsident des Deutschen Städte- und Gemeindebundes: „Wir brauchen eine Maut für alle“. Kehle rege eine kilometerbezogene Maut für In- und Ausländer an, die Vielfahrer stärker belasten würde, und zwar für Bundesstraßen, Landesstraßen und kommunale Straßen. Kehle sagt, er glaube nicht, dass es dabei Entlastungen geben kann, fordere aber einen Ausgleich für Pendler. Eine „neue Maut“ halte Kehle für dringend nötig, um einen Verkehrsinfarkt zu verhindern und die Verkehrswende zu finanzieren. Das gesamte Straßennetz in Deutschland (vgl. Straßennetz und Straßensystem in Deutschland) umfasse 920.000 Kilometer, woran der kommunale Anteil bei rund 600.000 Kilometern liege. Analog der Verkehrswege müssten die Mittel nach Ansicht Kehles aufgeteilt werden. Schon seit Jahren sei die Verkehrsinfrastruktur unterfinanziert. Die Gelder müssten nicht nur dem Bund, sondern auch den Kommunen zugutekommen. Nicht zuletzt müsse eine „kluge Steuerungswirkung“ stattfinden: „Der, der mehr fährt, muss mehr zahlen“, so Kehle. Statt Verboten sollten aber „kluge Anreizsysteme“ geschaffen werden. Eine „intelligente Maut“ könnte jedoch teurer werden, wenn jemand zu Stoßzeiten in eine Metropole fährt. Eine solche Gebühr solle bei Fahrten mit Privatfahrzeugen elektronisch berechnet werden können.
Eine Studie der Lobbyorganisation Agora Verkehrswende schlug 2022 eine fahrleistungsabhängige Pkw-Maut auf Basis der technisch anspruchsvollen und teuren Lkw-Maut vor, um die wegbrechenden Mineralölsteuereinnahmen durch die Elektrifizierung des Pkw-Verkehrs zu kompensieren.
Die einmaligen Kosten für die Errichtung des Pkw-Mautsystems würden geschätzt 2,5 Milliarden Euro, der Betrieb etwa 700 Millionen Euro pro Jahr betragen.
Der Vorsitzende des Verkehrsausschusses, Udo Schiefner, wollte die Pkw-Maut bis 2025 einführen.